# Estados Unidos nos Jogos Olímpicos de Inverno de 1976
Os Estados Unidos competiram nos Jogos Olímpicos de Inverno de 1976 em Innsbruck, Áustria.